# U Got the Look
U Got the Look è un singolo del cantautore statunitense Prince, pubblicato nel 1987 ed estratto dall'album Sign o' the Times.

## Tracce
- 7"

1. U Got the Look
2. Housequake

## Classifiche

### Classifiche settimanali
| Classifica (1987) | Posizione massima |
| ----------------- | ----------------- |
| Austria           | 23                |
| Belgio (Fiandre)  | 14                |
| Canada            | 17                |
| Germania          | 61                |
| Irlanda           | 9                 |
| Italia            | 23                |
| Nuova Zelanda     | 8                 |
| Paesi Bassi       | 11                |
| Regno Unito       | 11                |
| Stati Uniti       | 2                 |
| Stati Uniti (R&B) | 11                |

### Classifiche di fine anno
| Classifica (1987) | Posizione |
| ----------------- | --------- |
| Stati Uniti       | 39        |